# Rutger Worm
Rutger Worm (* 1. Februar 1986 in Nijmegen) ist ein ehemaliger niederländischer Fußballspieler.

## Karriere
Rutger Worm erlernte das Fußballspielen in den Jugendmannschaften von Quick 1888, Vitesse Arnheim und dem NEC Nijmegen. Beim NEC Nijmegen unterschrieb er 2004 auch seinen ersten Vertrag. Der Verein aus Nijmegen spielte in der ersten Liga des Landes, der Eredivisie. Nach 106 Spielen für Nijmegen wechselte er Mitte 2010 nach Australien. Hier unterschrieb er einen Vertrag bei Melbourne Heart. Der Verein aus Melbourne spielte in der höchsten australischen Liga, der A-League. Nach 46 Erstligaspielen kehrte er Mitte 2012 in seine Heimat zurück. Hier spielte er bis Mitte 2013 in der zweiten Liga für den FC Emmen. Mitte 2013 zog es ihn nach Asien. Hier unterschrieb er in Thailand einen Vertrag beim Erstligisten Chiangrai United. Für den Klub aus Chiang Rai absolvierte er vier Spiele in der ersten Liga, der Thai Premier League. Nach dem kurzen Gastspiel kehrte er Anfang 2014 wieder in die Niederlande zurück. Bis zu seinem Karriereende Mitte 2019 spielte er für die holländischen Vereine Achilles ’29, SV DFS Opheusden und RKHVV Huissen.